# Physicist
Physicist je treći samostalni studijski album kanadskog glazbenika Devina Townsenda. Njegova diskografska kuća HevyDevy Records objavila ga je 26. lipnja 2000. godine.
Physicist je specifičan među Townsendovim samostalnim uradcima po tome što spaja glazbeni stil njegova sastava Strapping Young Lad s elementima prisutnim na prethodnim uradcima Ocean Machine: Biomech i Infinity. K tome, na Physicistu svira ista postava izvođača kao u Strapping Young Ladu.

## Pozadina
Rad na Physicistu trajao je nekoliko godina. Townsend je prethodno svirao s tadašnjim Metallicinim basistom Jasonom Newstedom u kratkotrajnom thrash metal projektu IR8. Nakon što su snimili demo za taj projekt, Townsend i Newsted počeli su raditi na novom projektu pod imenom Fizzicist, za koji su tvrdili da će biti "žešći od Strapping Young Lada". Kad je IR8-ova demosnimka procurila u javnost, Newstedovi su kolege iz Metallice, James Hetfield i Lars Ulrich, saznali za projekt. Hetfield je bio "užasno bijesan" zbog toga što je Newsted svirao izvan grupe, što je dovelo do toga da je Metallica Newstedu zabranila sudjelovanje u sporednim projektima.
Budući da više nije mogao raditi s Newstedom, Townsend je odlučio samostalno skladati album i nazvati ga Physicist. Za rad na tom uratku okupio je svoje kolege iz ekstremnog metal sastava Strapping Young Lad. Bio je to jedini put da je takva postava svirala na nekom od Townsendovih samostalnih uradaka.

## Glazbeni stil
Na albumu je Townsendov stil poprimio elemente thrash metala. David Ballard iz Revolvera opisao je glazbeni stil kao "spoj melodija koje podsjećaju na ljeto i zapanjujuće brutalnosti ... Skače iz elegantnosti tipične za Queen u pustošenje u stilu Dark Angela."

## Objava
Townsendova nezavisna diskografska kuća HevyDevy Records objavila je Physicist u lipnju 2000. godine. U Kanadi ga je distribuirao HevyDevy, u Japanu Sony, a u Europi i Sjevernoj Americi InsideOut. Posebna inačica uratka bila je objavljena kao Enhanced CD, na kojem se pojavio i dodatni materijal kao što su Townsendovi komentari o albumu, njegova biografija, galerija fotografija i pozadine za računalo.
Skladba "Kingdom" ponovno je bila snimljena za album Epicloud Devin Townsend Projecta te na toj inačici pjeva i Anneke van Giersbergen. K tome, ponovna snimka pjesme "Victim" pojavila se na bonus CD-u Transcendencea.

## Recenzije
Physicist je dobio pozitivne kritike, ali ga se općenito smatra jednim od lošijih albuma Townsendove karijere. Sam ga Townsend smatra svojim najgorim uratkom do danas. Trey Spencer iz Sputnikmusica komentirao je da je Physicist "prilično dobar" sam za sebe, ali da je "jedan od najlošijih" albuma u Townsendovoj diskografiji. Smatrao je da "zvuči kao uzdržana inačica Strapping Young Lada s elementima [Townsendovih] ostalih projekata" te da većina pjesama "zvuči izgubljeno". Godine 2005. uradak se pojavio na 439. mjestu Rock Hardove knjige 500 najboljih rock i metal albuma svih vremena.
Velik broj kritičara usredotočio se na lošu produkciju albuma. Spencer je izjavio da je produkcija "previše ograničena" i "mutna". Sličnog mišljenja bili su i članovi sastava; bubnjar Gene Hoglan i ostali nisu bili zadovoljni miksom.

## Popis pjesama
Tekstovi i glazba: Devin Townsend, osim skladbi "Death" i "The Complex", koje je napisao s Geneom Hoglanom. 
| 1.    | »Namaste«                      | 3:43  |
| 2.    | »Victim«                       | 3:15  |
| 3.    | »Material«                     | 2:48  |
| 4.    | »Kingdom«                      | 5:55  |
| 5.    | »Death«                        | 2:26  |
| 6.    | »Devoid«                       | 1:29  |
| 7.    | »The Complex«                  | 3:30  |
| 8.    | »Irish Maiden«                 | 2:45  |
| 9.    | »Jupiter«                      | 3:37  |
| 10.   | »Planet Rain«                  | 11:09 |
| 11.   | »Forgotten« (skrivena skladba) | 6:02  |
| 46:39 |                                |       |

| 12. | »Man« (demo)            | 5:12 |
| 13. | »Ocean Machines« (demo) | 8:24 |
| 14. | »Promise« (demo)        | 5:26 |

## Zasluge
| Devin Townsend - Devin Townsend – vokali, gitara, klavijature, produkcija, tonska obrada - Jed Simon – gitara - Byron Stroud – bas-gitara - Gene Hoglan – bubnjevi Dodatni glazbenici - Chris Valagao – prateći vokali - Marina Reid – prateći vokali - Sharon Parker – prateći vokali - Teresa Duke – prateći vokali | Ostalo osoblje - Gloria Frasier – fotografija - Tania Rudy – fotografija - Mike Plotnikoff – miksanje - Shaun Thingvold – tonska obrada, digitalno uređivanje - Paul Silviera – tonska obrada - Matteo Caratozzolo – tonska obrada - Craig Waddell – mastering - Clint Nielsen – naslovnica |